# 瀧野未来
瀧野 未来（たきの みく、2005年6月19日 - ）は、日本の女子陸上競技選手。専門はハードル走で、400mハードルの自己ベストは56秒81、高校記録保持者（56秒90）。京都橘高校出身、立命館大学に在籍中。

## 経歴

### 高校時代

#### 2022年
高校2年次、インターハイの400mハードル58秒54で優勝。

#### 2023年
6月5日、U20アジア選手権400mハードルに出場、58秒92で、優勝。
8月5日、インターハイ400mハードルで、57秒45、インターハイ2連覇を達成した。
10月1日、日本グランプリシリーズ グレード1Yogibo Athletics Challenge Cup 2023に出場。56秒90の高校歴代1位記録で、優勝した。

## 自己ベスト
- 400mH　56秒81 （2024年10月13日・佐賀市）